# Citonice
Citonice település Csehországban, a Znojmói járásban. Citonice Znojmo, Bezkov, Milíčovice, Mašovice és Žerůtky településekkel határos. Lakosainak száma 622 fő (2024. január 1.).

## Népesség
A település lakosságának változását az alábbi diagram mutatja:
| Lakosok száma | 556  | 483  | 459  | 454  | 469  | 446  | 579  | 596  | 597  | 622  |
|               | 1869 | 1890 | 1921 | 1950 | 1980 | 2001 | 2017 | 2019 | 2022 | 2024 |